# 최민우 (배우)
최민우(1992년 5월 1일 ~ )는 대한민국의 뮤지컬 배우다. 2017년 뮤지컬 <레 미제라블 - 두남자 이야기>로 데뷔했다.

## 방송
- 팬텀싱어 3 (2020) - Top20(19위)
- 불타는 트롯맨 (2022) - Top100

## 음반
- 팬텀싱어3 Episode.2 (2020)
- 팬텀싱어3 Episode.5 (2020)
- 팬텀싱어3 Episode.6 (2020)
- 팬텀싱어3 Episode.7 (2020)